# T34 Calliope
Il lanciarazzi T34 Calliope fu un lanciarazzi multiplo, generalmente installato su un carro armato, utilizzato dall'U.S. Army durante la seconda guerra mondiale. Il lanciarazzi era posizionato sopra l'M4 Sherman e sparava 60 razzi da 114 mm da altrettanti tubi di lancio. Fu sviluppato nel 1943; ne fu prodotto un numero esiguo e furono utilizzati dalle unità corazzate americane tra il 1944 e il 1945. Prende il nome dallo strumento "Calliope", conosciuto anche come "organo a vapore", con cui condivideva una certa somiglianza nelle canne.

## Varianti
- lanciarazzi T34 Calliope: era la versione originale e comprendeva una serie di 36 tubi con due serie da 12 al di sotto di essa per un arsenale totale di 60 razzi da 114 mm;
- lanciarazzi T34E1 Calliope: versione quasi identica alla precedente, fuorché per il fatto che le due serie da 12 tubi sono sostituite con due da 14;
- lanciarazzi T34E2 Calliope: versione equipaggiata con 60 razzi da 183 mm (invece che 114 mm) trasportabili (come la versione base).